# Albiano d'Ivrea
Albiano d'Ivrea is een gemeente in de Italiaanse provincie Turijn (regio Piëmont) en telt 1707 inwoners (31-12-2004). De oppervlakte bedraagt 11,7 km², de bevolkingsdichtheid is 146 inwoners per km².

## Demografie
Albiano d'Ivrea telt ongeveer 724 huishoudens. Het aantal inwoners daalde in de periode 1991-2001 met 0,3% volgens cijfers uit de tienjaarlijkse volkstellingen van ISTAT.
| Jaar | Inwoneraantal |
| ---- | ------------- |
| 1991 | 1701          |
| 2001 | 1696          |

## Geografie
De gemeente ligt op ongeveer 230 m boven zeeniveau.
Albiano d'Ivrea grenst aan de volgende gemeenten: Bollengo, Ivrea, Palazzo Canavese, Piverone, Azeglio, Caravino, Vestignè.

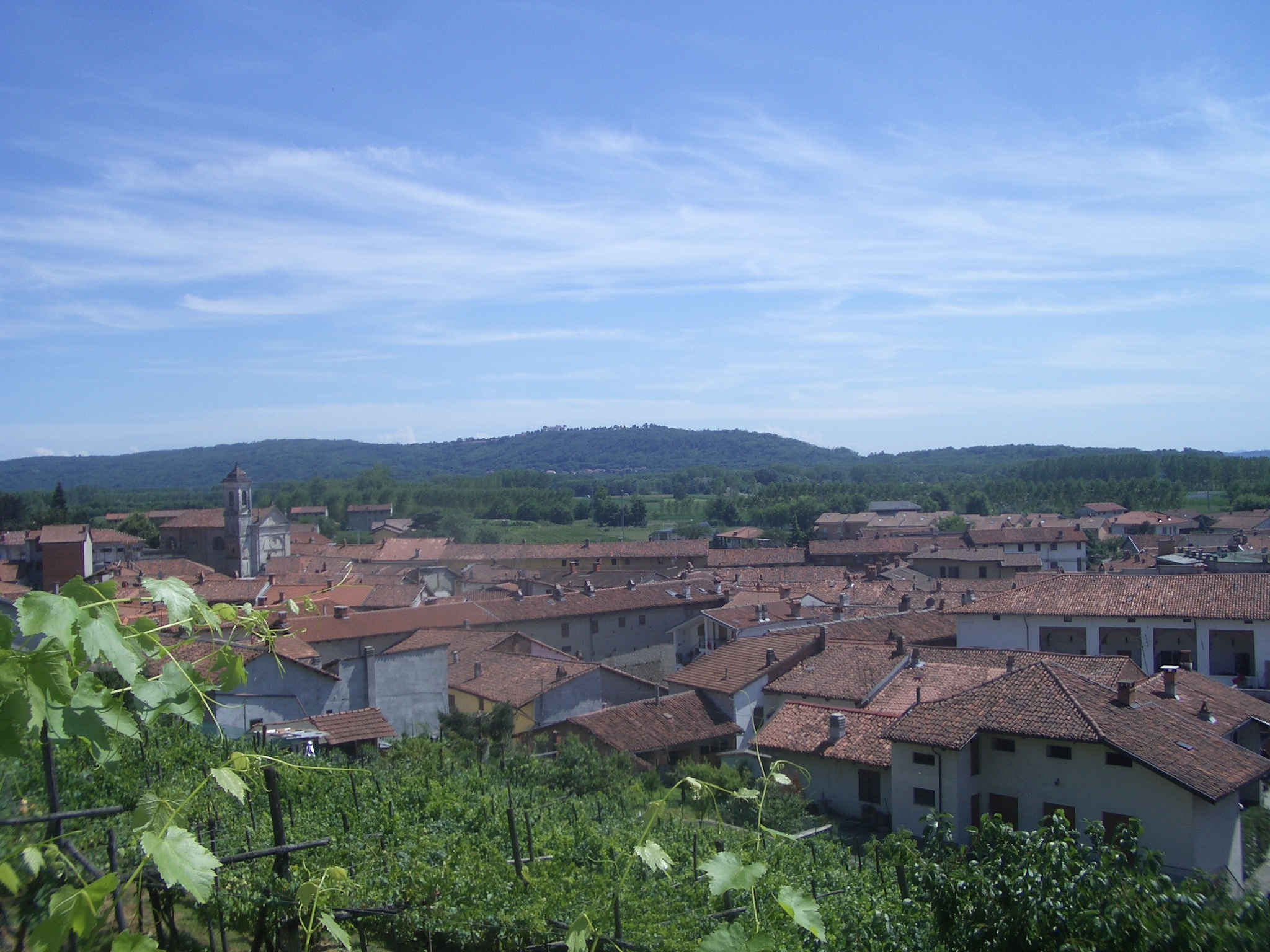
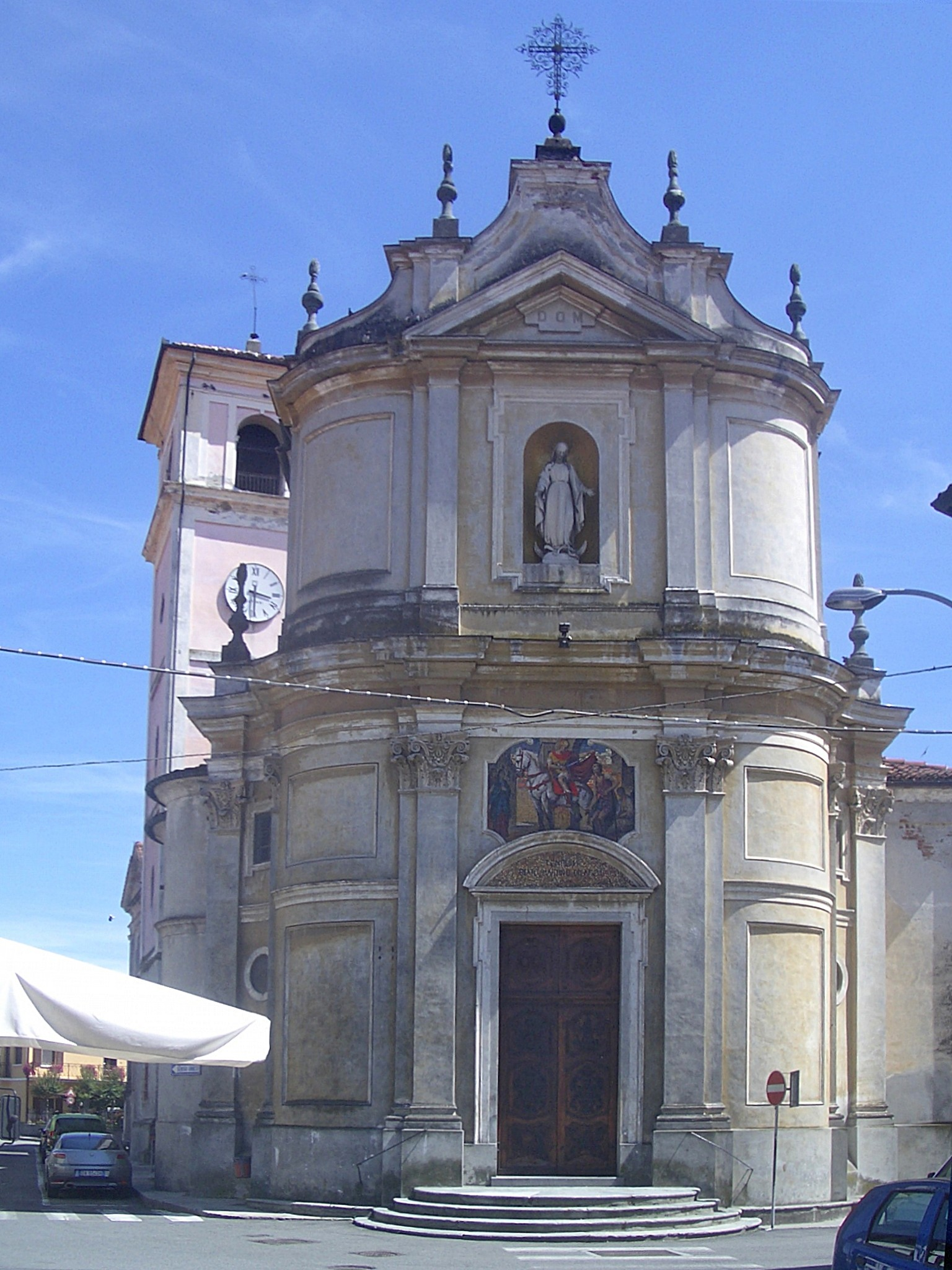
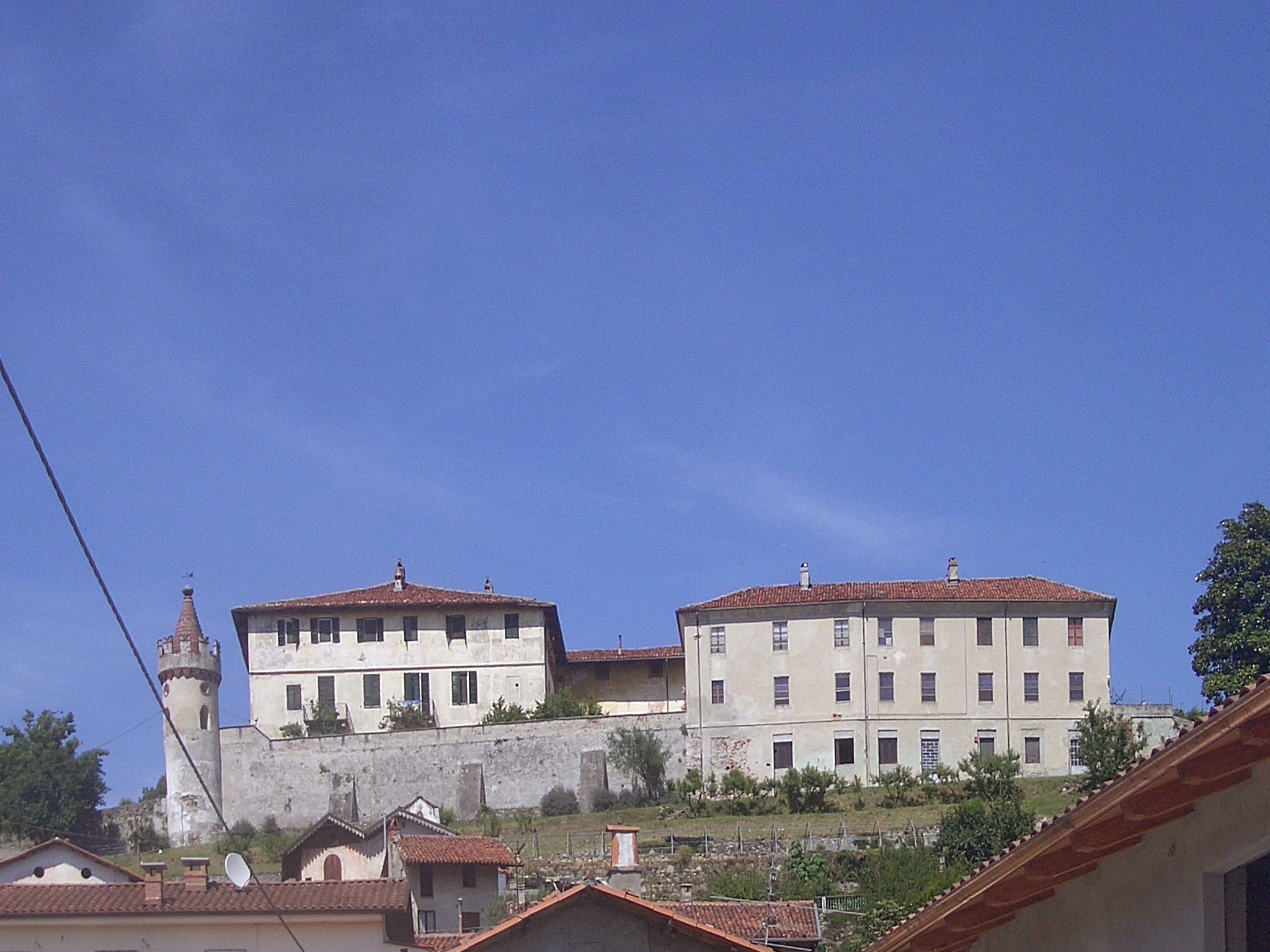
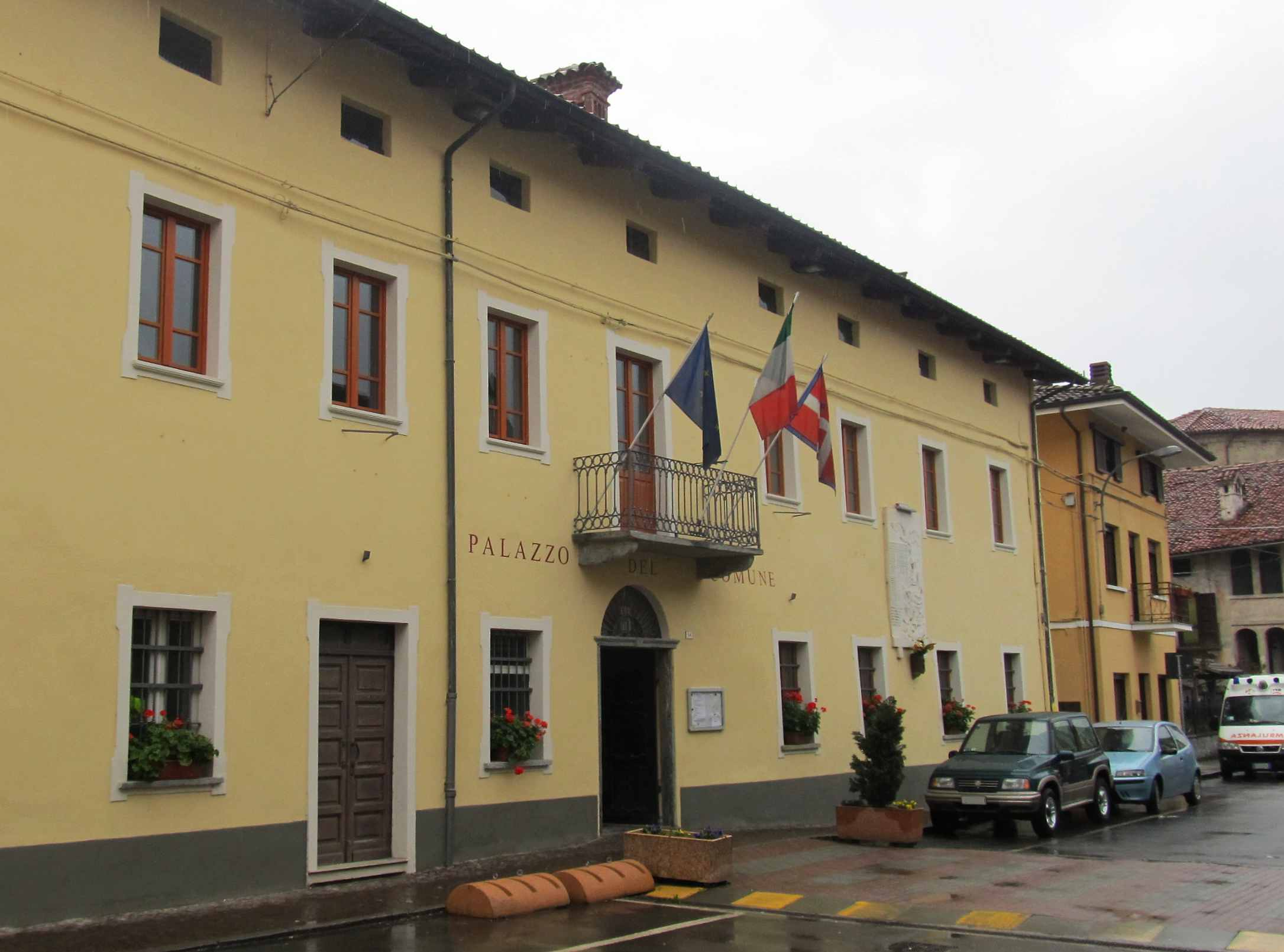

1. ↑  https://demo.istat.it/?l=it.